# San Pablo (Municipio Sucre, Táchira)
San Pablo es una pequeña localidad ubicada en el municipio Sucre del estado Táchira en Venezuela. En ella se encuentra la sede de la delegación de la parroquia San Pablo, instituciones educativas y de salud.
Se encuentra emplazada sobre una pequeña meseta al sur del municipio, con una altitud promedio de 1524 m s. n. m. goza de clima frío, a sus alrededores predomina la actividad ganadera. Cuenta con una red de carreteras que la conecta a las diferentes aldeas y sectores que conforman la parroquia, además, de la vía principal hacia la capital del municipio, Queniquea; también hacia al sur, cruzando el río Uribante, se conecta con la vía que comunica a Pregonero y la autopista José Antonio Páez (T-05).

### Publicaciones
- Molina García, Adrián Aparicio (16 de octubre de 2005). "UNA MIRADA A LA HISTORIA DEL MUNICIPIO SUCRE".
- Chacón, Mayela (Septiembre de 2008). Esencias La Cultura de un Pueblo. Queniquea Tierra para Querer. (2). Litografía Fatien, C.A. Consultado el 23 de agosto de 2016.

- Datos: Q47487934

1. ↑  Worldpostalcodes.org, código postal n.º 5054.